# پرونده پیکربندی
در رایانش، فایل پیکرال (فایل پیکربندی یا پرونده پیکربندی) (به انگلیسی: Configuration file) اغلب یه فایل متنی است که برای پیکربندیِ (پیکریدن) برنامه های رایانه‌ای استفاده می‌شود؛ بطوریکه در بعضی از برنامه‌ها تنها هنگام شروع به کار، و بعضی دیگر در فواصل زمانی معینی فایل پیکرال (فایل‌های پیکربندی) خوانده می‌شود.